# Novi Vinodolski
Novi Vinodolski est une ville et une municipalité située dans le comitat de Primorje-Gorski Kotar, en Croatie. Au recensement de 2001, la municipalité comptait 5 282 habitants, dont 90,40 % de Croates et la ville seule comptait 4 119 habitants.

## Localités
La municipalité de Novi Vinodolski compte 20 localités : 
| - Bater - Bile - Breze - Crno - Donji Zagon - Drinak - Gornji Zagon - Jakov Polje - Javorje - Klenovica | - Krmpotske Vodice - Ledenice - Luka Krmpotska - Novi Vinodolski - Podmelnik - Povile - Ruševo Krmpotsko - Sibinj Krmpotski - Smokvica Krmpotska - Zabukovac |